# Krakovany (Slowakei)
Krakovany (ungarisch Krakovány – bis 1907 Krakován) ist eine Gemeinde in der Westslowakei. Sie liegt im Donauhügelland am Bach Holeška, 2 km von Vrbové, 9 km von Piešťany und etwa 30 km von Trnava entfernt.
Das Gräberfeld von Stráže verweist auf eine Besiedlung zur Römischen Kaiserzeit. Der Ort wurde 1113 erstmals schriftlich als Craco erwähnt, er ist eine bekannte archäologische Ausgrabungsstätte. 1944 wurde dem Ort das Dorf Stráže (ungarisch Vágőr) angegliedert.
In der Ausgrabungsstätte wurde eine Sammlung von Luxusgütern aus Glas, Bronze, Silber und Gold in drei Gräbern gefunden, welche aus der Zeit zwischen 200 und 300 nach Christus stammen.
Im Ort gibt es zwei Kirchen (von 1270 und 1702).

## Bevölkerung
| Jahr                | 1994 | 2004    | 2014    | 2024    |
| ------------------- | ---- | ------- | ------- | ------- |
| Anzahl der Personen | 1351 | 1343    | 1447    | 1444    |
| Unterschied         |      | −0,59 % | +7,74 % | −0,20 % |

| Jahr                | 2023 | 2024    |
| ------------------- | ---- | ------- |
| Anzahl der Personen | 1446 | 1444    |
| Unterschied         |      | −0,13 % |

## Persönlichkeiten
- Vincent Sedlák, Professor und Historiker

## Weblinks

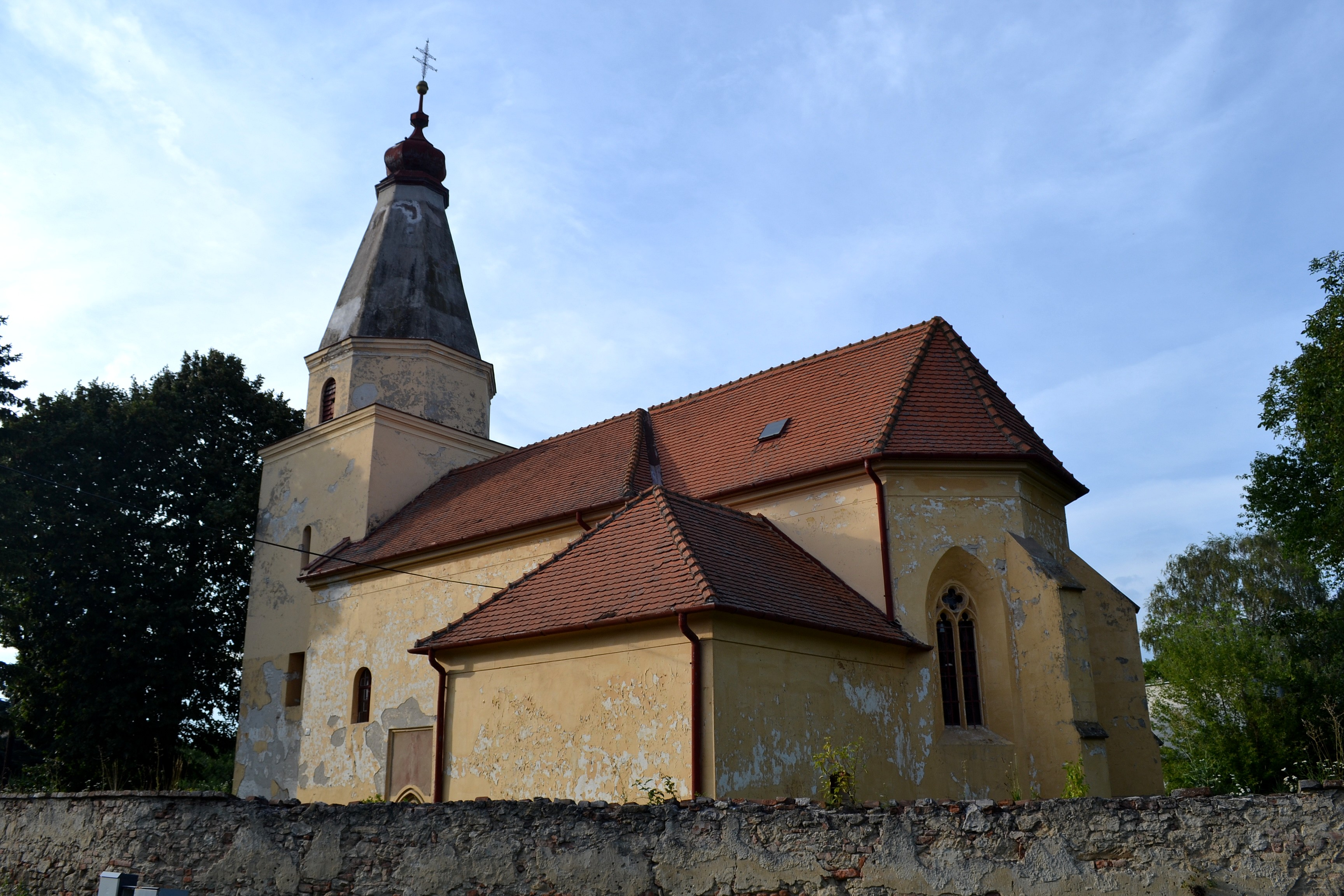
Kirche Krakovany kostolík